# Sidónio Pais

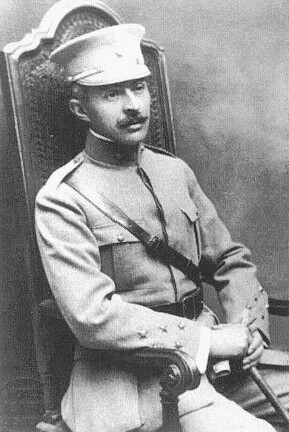
Sidónio Bernardino Cardoso da Silva Pais

Sidónio Bernardino Cardoso da Silva Pais [siˈðɔniw bɨɾnaɾˈðinu kɐɾˈðozu pajʃ] (* 1. Mai 1872 in Caminha; † 14. Dezember 1918 in Lissabon) war ein portugiesischer Militär und Putschist, später Präsident seines Landes. Vom 5. Dezember 1917 bis zu seinem Tode war er als Militärdiktator gleichzeitig Staatsoberhaupt, Regierungschef und Außenminister Portugals.

## Leben
Sidónio Pais wurde als Sohn eines Schriftstellers geboren. Er verlor schon früh beide Eltern und trat mit 16 Jahren in die Armee ein, wo er es bis zum Dienstgrad eines Hauptmanns brachte. 1911 war er Abgeordneter der Verfassung gebenden Versammlung und Erziehungsminister in der ersten republikanischen Regierung unter João Chagas, später Finanzminister in der Regierung Augusto de Vasconcelos.
Von 1912 bis 1916 war Pais portugiesischer Gesandter in Berlin, das er erst verließ, als das Deutsche Reich Portugal den Krieg erklärte (Erster Weltkrieg). Pais war deutschfreundlich eingestellt und ging davon aus, dass Deutschland den Krieg gewinnen würde. Er arbeitete nach seiner Rückkehr zunächst im portugiesischen Außenministerium.
1917, die Republik war durch die Zersplitterung der Parteienlandschaft und die daraus resultierende Unmöglichkeit Regierungen mit parlamentarischer Mehrheit zu finden, schon stark geschwächt, putschte Pais gegen die gewählte Regierung und zwang Präsident Bernardino Machado ins Exil. Er suspendierte die Verfassung und versuchte eine „Neue Republik“ (República Nova) (nicht zu verwechseln mit dem „Neuen Staat“, vgl. Estado Novo) zu errichten, einen autoritären Staat mit starkem Präsidenten. Pais war ein charismatischer und populistischer Politiker, seine Neue Republik hatte starke Züge eines Ständestaates und nahm somit gewissermaßen bereits die Salazarjahre vorweg.
Am 28. April 1918 ließ er ein Referendum durchführen, durch das er zum Präsidenten gewählt wurde. Damit war er der erste direkt vom Volk gewählte Präsident des Landes. Nach der alten, von Pais suspendierten republikanischen Verfassung wurden die Präsidenten nicht direkt vom Volk, sondern vom Parlament gewählt.
Gleichzeitig wurden auch Parlamentswahlen durchgeführt. Die von Pais gegründete Partei, die Nationalrepublikanische Partei, gewann eine überwältigende Mehrheit. Die Monarchisten wurden zur zweitstärksten Kraft. Allerdings boykottierten die drei republikanischen Parteien (Demokraten, Evolutionalisten und Unionisten) die Wahl. Pais versuchte vorsichtig, die antiklerikale Politik der bisherigen Regierungen zu korrigieren, die diplomatischen Beziehungen zum Heiligen Stuhl wurden wiederhergestellt. Auch Pais konnte seine Politik allerdings nicht gegen die Widerstände der Evolutionisten und Monarchisten durchsetzen. Im Oktober kam es in mehreren Städten zu Generalstreiks und Unruhen. Im Norden des Landes übernahm eine monarchistisch eingestellte Militärjunta die Macht. Pais eilte nach Braga, um dort Verhandlungen mit den Monarchisten zu führen und so einen Bürgerkrieg zu verhindern. Als er nach Lissabon zurückkehrte, wurde er am 14. Dezember 1918 auf dem Bahnhof Rossio von einem Gewerkschaftsfunktionär und ehemaligen Frontkämpfer erschossen.
Pais war einmal verheiratet und hatte sechs Kinder, fünf mit seiner Ehefrau und eine uneheliche Tochter.
In seinem Geburtsort ist das Museu Sidónio Pais geplant.